# منتخب الغابون لكرة اليد للسيدات
منتخب الغابون لكرة اليد للسيدات هو الممثل الرسمي لدولة الغابون في رياضة كرة اليد. شارك في بطولة أفريقيا لكرة اليد للسيدات 5 مرات وكانت المشاركة الأولى في سنة 1979، كان أفضل مركز له فيها هو السابع.